# Eva Dickson

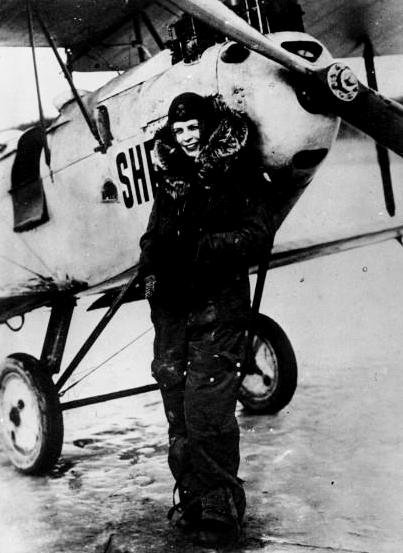
Eva Dickson, 1933

Eva Amalia Maria Dickson (* 8. März 1905 in Steninger Schloss, Sigtuna, Schweden; † März 1938 in Bagdad, Irak), geborene Lindström, war eine schwedische Entdeckerin, Rallyefahrerin, Fliegerin und Reiseschriftstellerin. Sie war die erste Frau, die die Wüste Sahara mit dem Auto durchquerte. Sie war vielleicht die erste weibliche Rallyefahrerin in Schweden (1925) und die dritte schwedische Fliegerin (1932).

## Werdegang
Eva Dickson war die Tochter des wohlhabenden Albert Lindström (1859–1939), der Gestüte für die Pferdezucht führte, und dessen Ehefrau Hulda Maria geborene Broman (1874–1928). 1925 heiratete sie den Rallyefahrer Olof Dickson, den Urenkel von James Dickson, aber sie ließen sich 1932 scheiden, da er mit ihren Reisen nicht einverstanden war. Ihre Reisen erregten große Aufmerksamkeit, und sie veröffentlichte mehrere Reiseführer und Beschreibungen ihrer Erfahrungen. Sie finanzierte ihre Reisen, indem sie mit verschiedenen Leuten der wohlhabenden Gesellschaft Wetten abschloss.
1932 lernte sie Baron Bror von Blixen-Finecke kennen – der ehemalige Ehemann von Karen Blixen, der Autorin von Out of Africa. Sie trafen sich in Kenia und wurden bald zu Liebhabern. Nach ihrer Begegnung mit Blixen 1932 nahm sie eine Wette an und fuhr 1932 mit dem Auto von Nairobi nach Stockholm und war damit die erste Frau, die die Sahara mit dem Auto durchquert hat.
1934 war sie mit Bror Blixen wieder in Kenia, wo sie an verschiedenen wissenschaftlichen Expeditionen teilnahm. Im folgenden Jahr reisten beide nach Äthiopien, wo sie als Kriegskorrespondentin für die schwedische Zeitung The Weekly Journal über die Abessinien-Krise berichtete. Sie verließen Äthiopien auf Maultieren auf einer 2.000 Kilometer langen Reise zurück nach Kenia.

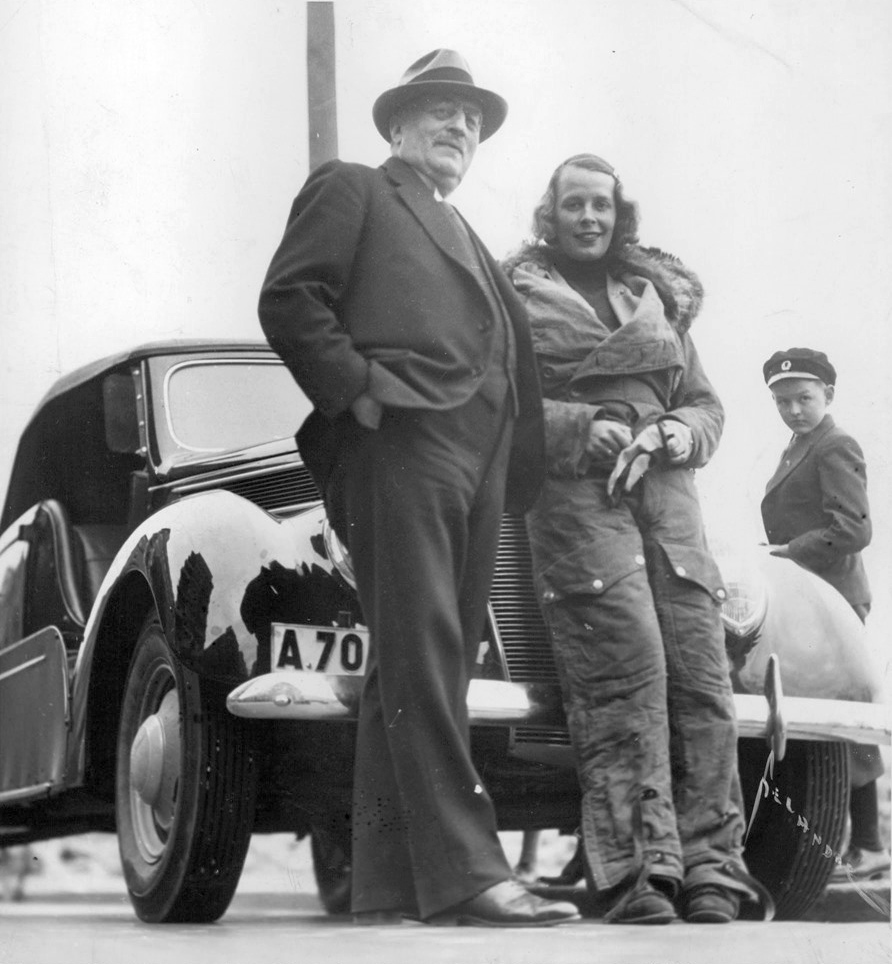
Eva Dickson und Sven Hedin

1936 heiratete das Paar in New York City und verbrachte seine Flitterwochen mit den Freunden Ernest Hemingway und Martha Gellhorn auf einer Rundreise durch Kuba und die Bahamas. Die Reise endete damit, dass das Paar Hemingway in seiner Heimatstadt Key West besuchte.
Am 3. Juni 1937 startete sie eine Autofahrt von Stockholm nach Peking über die Seidenstraße. Die erste Person zu werden, die die Seidenstraße befährt, war schon lange ihr großer Traum, und etwas, das sie tun wollte, bevor sie sich mit Bror in Kenia niederließ. Die Reise führte sie ohne Begleiter durch Deutschland, Polen, Rumänien, die Türkei, Syrien und den Iran. Nachdem sie Afghanistan erreicht hatte, wurde ihr der Umweg über Indien empfohlen, da ihre geplante Route für eine einzelne Frau als zu gefährlich angesehen wurde. Als sie in Kalkutta ankam, wurde sie krank und mit einer Arsen-Kur in einem Krankenhaus behandelt, was ihren Zustand verschlimmerte.
Während ihres Aufenthalts in Kalkutta wurde ihr klar, dass ihr das Geld ausging. Sie erfuhr auch die Nachricht vom Zweiten Japanisch-Chinesischen Krieg und erkannte, dass ihre geplante Route nach China nun unmöglich war und sie ihre Pläne, Peking zu erreichen, aufgeben musste. Obwohl sie nach ihrem Krankenhausaufenthalt schwach war, beschloss sie, nach Europa zurückzukehren. Als sie im März 1938 Bagdad im Irak erreichte, hatte ihre Reise bereits neun Monate angedauert. Nach einem Abendessen bei Freunden außerhalb Bagdads fuhr sie zurück zu ihrem Hotel, verlor aber in einer Steilkurve die Kontrolle über das Auto. Sie starb sofort. Ihr Ehemann, Bror von Blixen, wurde sofort per Telegramm über ihren Tod informiert, aber er war auf einer Safari unterwegs und erhielt das Telegramm erst, als er am 28. Juli 1938 nach Nairobi zurückkam. Zu diesem Zeitpunkt war ihre Leiche bereits nach Stockholm überführt worden, wo sie am 22. April 1938 auf dem Nordfriedhof begraben wurde.